# فرانسواز دولتو
فرانسواز دولتو (به فرانسوی: Françoise Dolto) (۱۹۰۸–۱۹۸۸) یک پزشک کودکان و روان‌کاو فرانسوی بود.

## زندگی‌نامه
فرانسواز دولتو که به نام فرانسواز مارت زاده شد، دختر یک خانواده سلطنت‌طلب راست افراطی از کاتولیک‌های سنتی در پاریس بود. مادر آلزاسی او، سوزان دملر، دختر یک مهندس بود و، پدرش هنری مارت، نیز ییک مهندس پلی‌تکنیک و صنعتگر بود. وی چهارمین فرزند یک خانواده هفت نفره بود. برادرش ژاک مارت (۱۹۲۲–۱۹۸۴)، از سال ۱۹۶۲ تا ۱۹۶۷ مدیر پست فرانسه (وزیر پست و مخابرات) بود.
یک پرستار ایرلندی از او در هنگام کودکی نگه‌داری می‌کرد. به همین دلیل پدر و مادرش مجبور شدند انگلیسی را یاد بگیرند تا فرانسواز لبخند بزنند. والدین وی پرستار را در ۸ ماهگی اخراج کردند. تربیت بسیار سنتی دولتو، که الیزابت رودینسکو آن را «بسیار کاتولیک و راست افراطی» توصیف کرد، منعکس کننده ارزشهای شارل موراس بود.
معلم خصوصی فرانسواز، او را با روش‌های فردریش فروبل آموزش می‌داد. هنگامی که او هشت ساله بود عمو و پدرخوانده او پیر دملر در جنگ جهانی اول درگذشت. او در دوازده سالگی نیز خواهر بزرگترش ژاکلین که فرزند مورد علاقه مادرش بود، را از دست داد و از آن بسیار متأثر شد. این اتفاق باعث افسردگی شدید مادرش شد و او دائم از طرف مادرش متهم می‌شد که برای زندگی خواهرش به اندازه کافی دعا نکرده‌است. مادر دولتو احساس می‌کرد دخترها به جز ازدواج هیچ چشم‌انداز دیگری ندارند و بنابراین او را از ادامه تحصیل منع کرد. او در شانزده سالگی مجبور شد با مادرش مقابله کند، زیرا او نمی‌خواست که فرانسواز دوره کارشناسی خود را بگذراند، چرا که امکان ازدواج را از دست می‌داد. با این وجود، دولتو در مدرسه عالی مولیه در پاریس حضور یافت و در آنجا در سال ۱۹۲۴-۱۹۲۵ در رشته فلسفه فارغ‌التحصیل شد. او سپس در سال ۱۹۳۰ مدرک پرستاری خود را به دست آورد. یک سال بعد، او تحصیلات پزشکی خود را همراه با برادرش فیلیپ آغاز کرد و هزینه تحصیل خود را با کار خودش می‌پرداخت.
میشل فوکو از دولتو به عنوان یکی از امضا کنندگان برجسته دادخواست ۱۹۷۷ فرانسه علیه قوانین سن رضایت نام برد.
فرانسواز دولتو مادر سه فرزند به نام‌های کارلوس (۱۹۴۳–۲۰۰۸) خواننده، گریگوری (۱۹۴۴-)، مهندس و کاترین (۱۹۴۶-) بود.

## مرگ

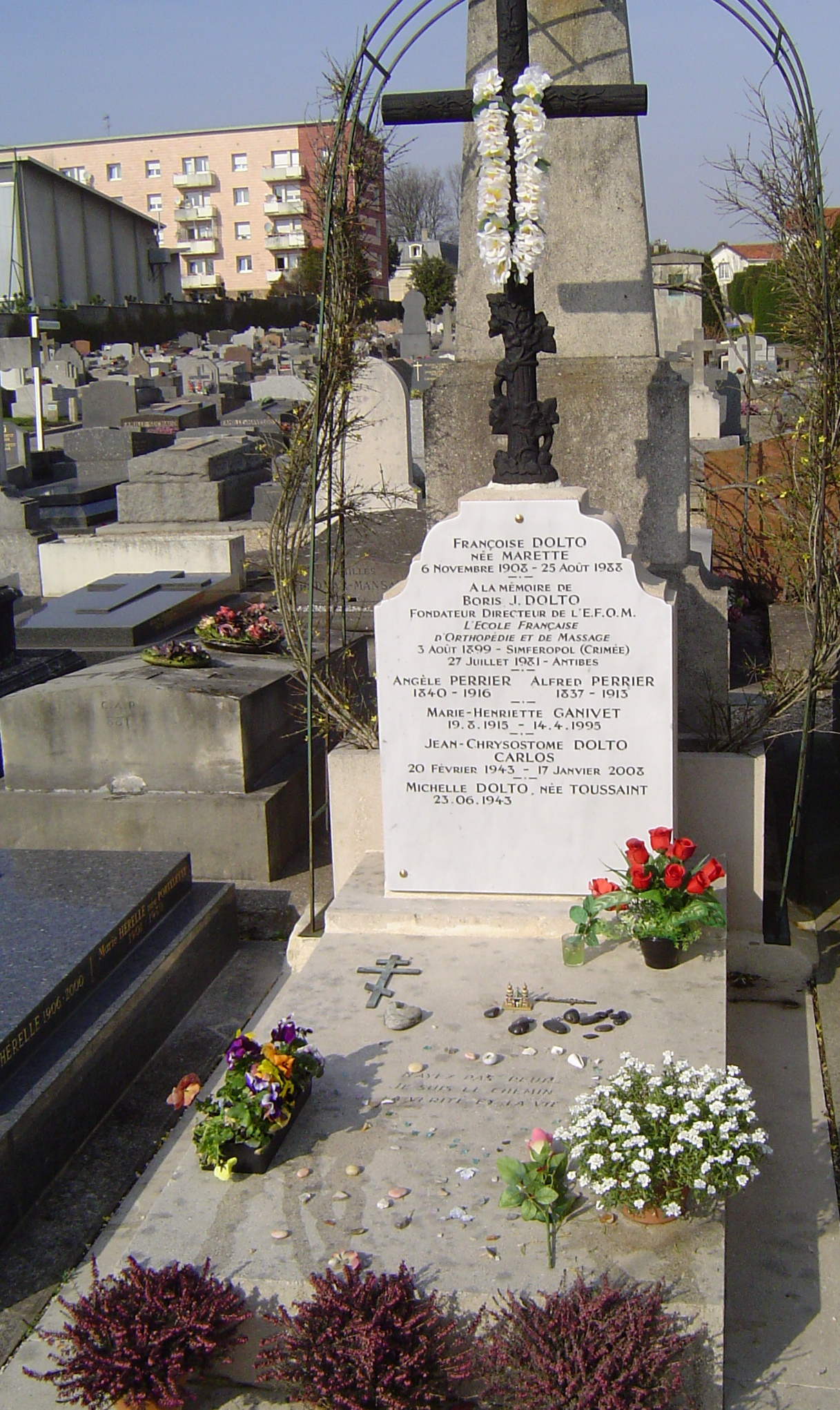
آرامگاه فرانسواز دولتو

دولتو در سال ۱۹۸۴ به فیبروز ریه دچار شد. او در ۲۵ اوت ۱۹۸۸ چشم از جهان فروبست و در گورستان بورگ-لا-رن در کنار شوهرش بوریس دولتو به خاک سپرده شد. این مکان همچنین آرامگاه پسر او، کارلوس است که در سال ۲۰۰۸ از دنیا رفت. بر روی قبر او حک شده‌است: «هیچ ترسی نداشته باش!»

### ادبیات ثانویه
- Jean-François de Sauverzac, Françoise Dolto itinéraire d'une psychanalyste, éd. Aubier, 1993, pocket edition: Flammarion 2008, شابک ‎۲−۰۸−۱۲۱۷۹۸−۸
- Jean-Claude Liaudet, Dolto expliquée aux parents, éd. L’Archipel, Paris, 1998. Traductions: A criança explicada aos pais [Segundo Dolto], éd. Pergaminho, Cascais (Portugal), 2000 ; Dolto para padres, Plaza & Janès editores, Barcelona (Espagne), 2000
- Bernard Martino, Le bébé est une personne, éd. Balland, Paris, 1985
- Françoise Dolto, aujourd’hui présente, in Actes du colloque de l’Unesco, pp. 14–17 janvier 1999, éd. Gallimard, Paris, 2000
- Catherine Dolto, Il y a 10 ans la psychanalyste des enfants disparaissait Catherine Dolto-Tolitch parle de l’après Dolto, Ed. Lien social, Numéro 467, 17 décembre 1998.
- Theory and Practise in Child Psychoanalysis: An Introduction to Francoise Dolto's Work, ed. by Guy Hall, Francoise Hivernel, Sian Morgan, Karnac Books, 2009, شابک ‎۱−۸۵۵۷۵−۵۷۴−۲
- René-Jean Bouyer: Les Mémoires d'un bébé: Un siècle d'éducation de l'enfant de Pasteur à Dolto, Jean-Claude Gawsewitch, 2010, شابک ‎۲−۳۵۰۱۳−۲۳۲−۳

### ادبیات انتقادی
- Guy Baret, Comment rater l’éducation de son enfant avec Françoise Dolto. Éd. Ramsay, 2003
- Le livre noir de la psychanalyse. Vivre, penser et aller mieux sans Freud. direction by Catherine Meyer, édition Les Arènes, Paris, 2005
- Daniela Lumbroso, Françoise Dolto, la vie d'une femme libre, édition Plon, Paris, 2007
- Didier Pleux:
  - Génération Dolto, éditions Odile Jacob, Paris, 2008
  - Françoise Dolto, la déraison pure., Preface by Michel Onfray. Éditions Autrement, Collection " Universités populaires et Cie» , ۲۰۱۳
  - La Révolution du divan: Pour une psychologie existentielle. Éditions Odile Jacob, 2015
- Sabine Gritt Un foetus mal léché.Trois ans avec Dolto., éditions sciences humaines, 2015